# 齐满镇
齐满镇，是中华人民共和国新疆维吾尔自治区阿克苏地区库车市下辖的一个乡镇级行政单位。

## 行政区划
齐满镇下辖以下地区：
大博孜一村、大博孜二村、大博孜三村、大博孜四村、阿博孜一村、阿博孜二村、阿博孜三村、阿博孜四村、阿克吐村、英吐村、渭干村、巴扎村、海楼村、仓村、农场村、齐满一村、齐满二村、齐满三村和齐满四村。